# Arkebuzerzy

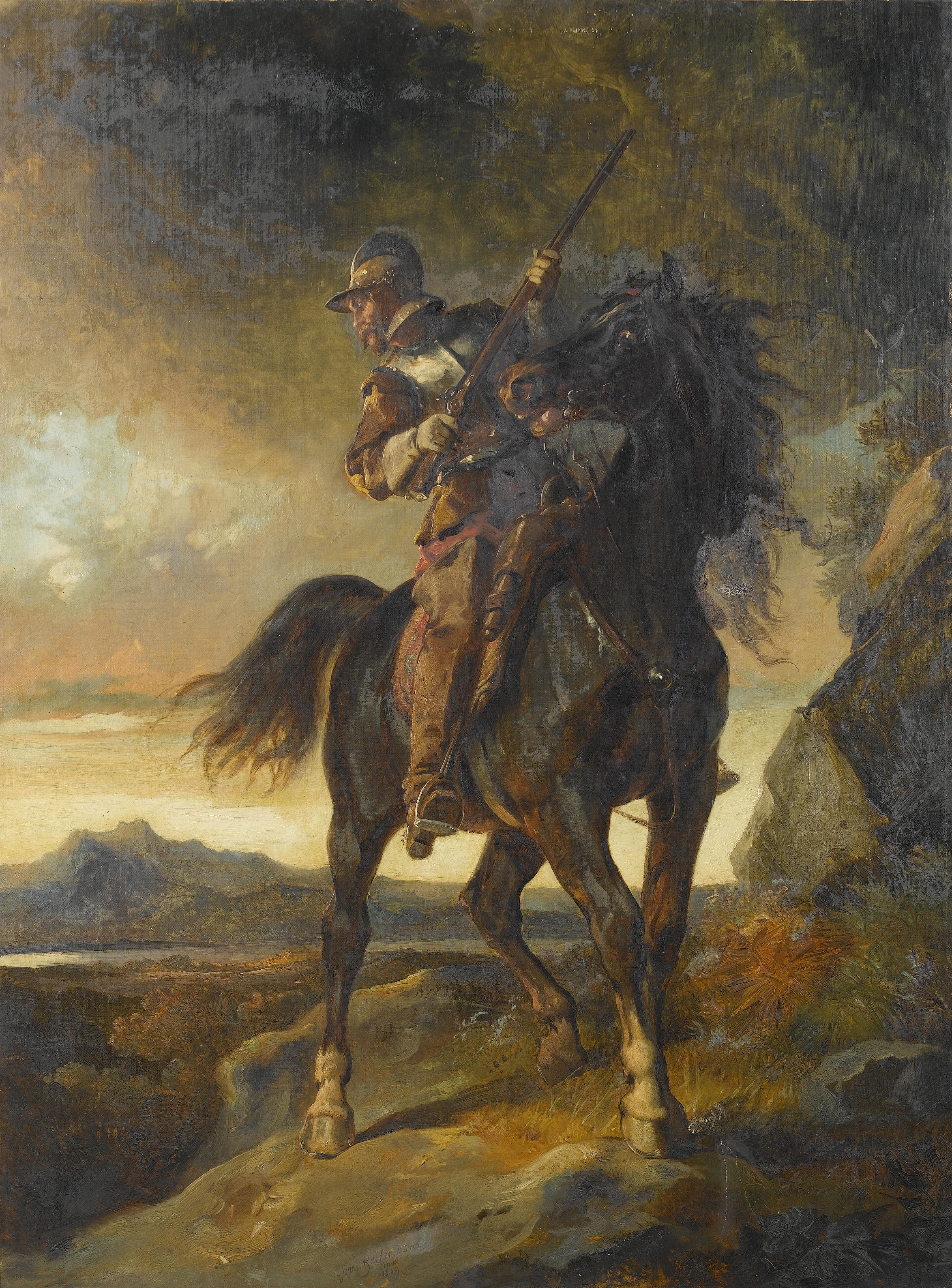
Konny arkebuzer (mal. T. Barker, 1869)

Arkebuzerzy, arkabuzerzy; arkebuzeria (od fr. arquebusier) – jazda lub piechota, której podstawową broń stanowiły arkebuzy. Formacja występująca głównie w  armiach zachodnioeuropejskich XVI i XVII wieku. 
Konni arkebuzerzy (arkabuzerzy) pojawili się pod koniec XV wieku podczas wojen we Włoszech jako poruszająca się konno piechota (archibugieri a cavallo), ostrzeliwująca nieprzyjaciela z niewielkiego dystansu, podobnie jak późniejsi dragoni. Prowadzili ogień pieszo, opierając broń o siodło, następnie konno się wycofywali. Po wyposażeniu od połowy XVI wieku w lżejsze bandolety, prowadzili ogień z konia, zwykle z zastosowaniem taktyki karakolu.  W XVI stuleciu, uzbrojeni w cięższą i tańszą broń palną – muszkiety, zyskali nazwę muszkieterów (również jako oddziały jazdy).

## Historia

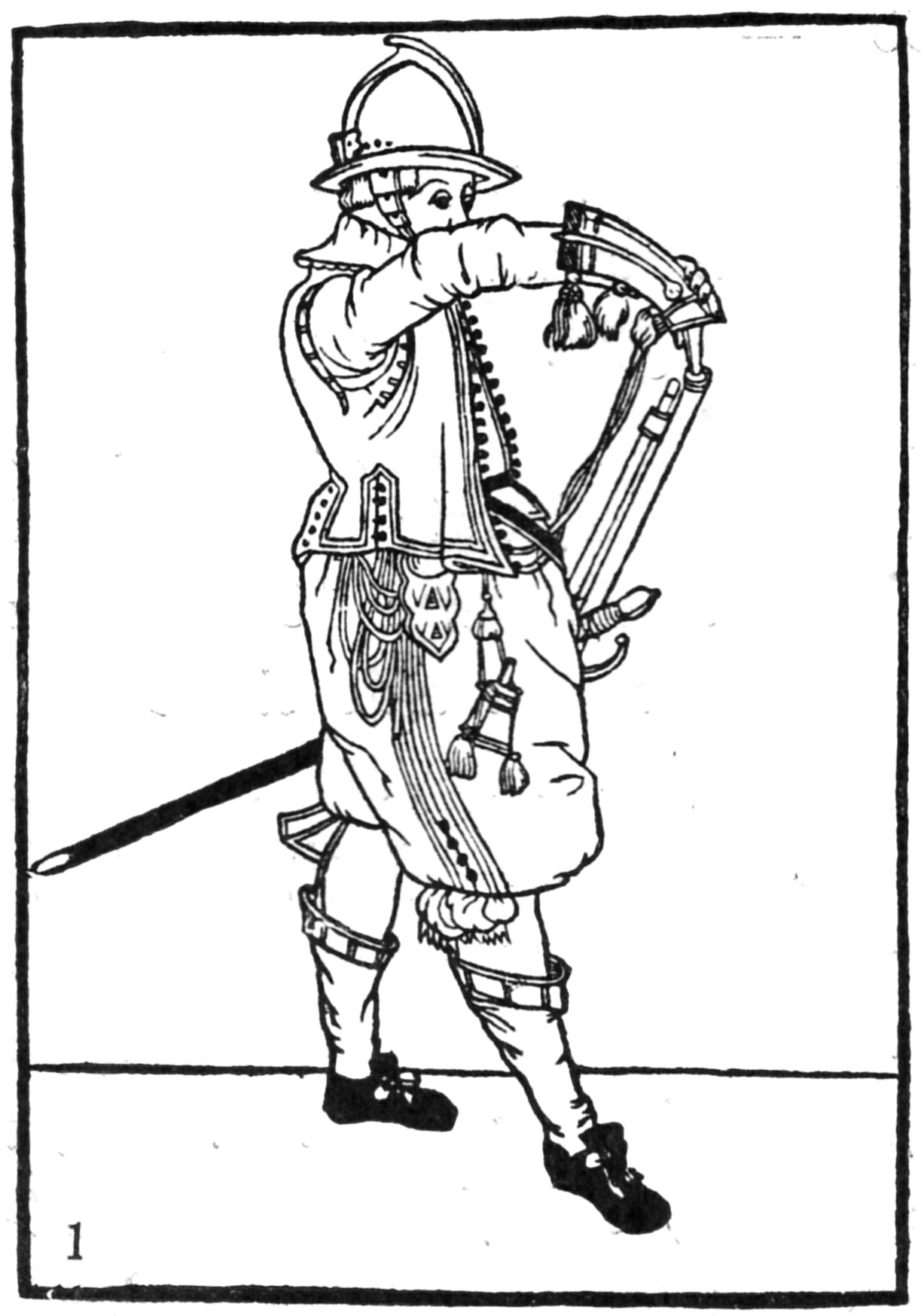
Pieszy arkebuzer ładujący broń przy użyciu prochownicy

W środkowej Europie masowe wykorzystanie tej formacji łączyło się z wybuchem wojny trzydziestoletniej. Wojska cesarskie na początku konfliktu dysponowały zaledwie dwoma arkebuzerskimi regimentami, w roku 1621 miały ich już 17, a ostatecznie 20 w 1633 r. Podobnie liczni byli w wojskach Ligi Katolickiej, wraz z kirasjerami stanowiąc tam dwie główne formacje jazdy. Regimenty arkebuzerskie powstające w latach 20. XVII wieku w państwach niemieckich rekrutował do swych wojsk jako oddziały najemne (pierwsze w 1628) Gustaw Adolf, podejmując szwedzką interwencję w trakcie wojny trzydziestoletniej. W latach 40. liczba tych jednostek sukcesywnie jednak się zmniejszała, a przed końcem wielkiej wojny ten typ kawalerii zanikł zupełnie.
W wojskach angielskich arkebuzerów zaliczano do jazdy średniozbrojnej, wyposażonej w kirys, hełm, parę pistoletów i rapier lub szpadę, tradycyjnie nadal tak określanych, mimo rezygnacji z samego arkebuza. Podczas wojny domowej stanowili oni obok kirasjerów podstawową masę kawalerii po obu stronach konfliktu; cechy arkebuzerii w istocie miały również oddziały „Żelaznobokich” Cromwella. Hiszpańscy piesi arkebuzerzy wyróżnili się już w bitwie pod Pawią (1512), później niebagatelny był ich udział w zamorskich wyprawach i podbojach konkwistadorów.
Jednostki arkebuzerów występowały także w krajach pozaeuropejskich, przede wszystkim w osmańskiej Turcji, gdzie w arkebuzy wcześnie uzbrajano jednostki wyborowej piechoty – janczarów. Za rządów Sulejmana Wspaniałego byli oni masowo wyposażeni w tę broń, którą po modyfikacjach nazywano janczarkami. Także w XVI stuleciu arkebuzy za pośrednictwem kupców europejskich pojawiły się na Dalekim Wschodzie, czego następstwem w Japonii było szerokie wykorzystanie arkebuzerii jako lekkiej wspomagającej piechoty (ashigaru), wraz z pierwszym jej masowym użyciem w bitwie pod Nagashino (1575). Nieco późniejsze zastosowanie tej broni w cesarskich Chinach przypada na czasy dynastii Ming.

### W wojsku polskim
Na ziemiach polskich arkebuzeria pojawiła się za panowania Stefana Batorego, oddziały te występowały w XVI i XVII stuleciu i jako kawaleria strzelcza przetrwały do czasów Jana Sobieskiego. W Rzeczypospolitej Obojga Narodów stanowili rzadki rodzaj lekkiej jazdy autoramentu cudzoziemskiego, najpierw przypominający wyglądem i organizacją zachodnioeuropejskich kirasjerów, a w ostatecznej postaci stali się rodzajem strzelców konnych. Arkebuzerami nazywano też wyposażonych w arkebuzy muszkieterów, określano tak również rajtarów pozbawionych uzbrojenia ochronnego. Z. Gloger zauważa, że w Polsce „arkebuzy piechoty nie miały nigdy takiego znaczenia jak np. we Francji, gdzie oddawały wielką usługę, np. w bitwie pod Pawią r. 1525. Toteż używano ich u nas mało, może i dlatego, że były bronią kosztowniejszą, a w piechocie służyli ludzie ubożsi”.
W wojsku polskim konni arkebuzerzy początkowo wchodzili w skład mieszanych jednostek składających się jeszcze z kopijników oraz jeźdźców służących po husarsku. Po likwidacji kopijników i wyodrębnieniu husarii arkebuzerzy tworzyli samodzielne jednostki, z reguły dość nieliczne (choć zdarzały się wyjątki, np. w 1655 r. szlachta wielkopolska uchwaliła powołanie wojewódzkiego skwadronu liczącego 300 koni). Aż do lat dwudziestych XVII stulecia jednostki arkebuzerów zaliczano w Polsce do husarii, choć w istocie znacznie się już od niej różniły. Oficjalnie arkebuzeria w Polsce nie występowała już po roku 1653, gdy jednostki ich formalnie uległy likwidacji, a w wojskowych rejestrach nazwę tę przeniesiono na rajtarów.

## Uzbrojenie i wyposażenie

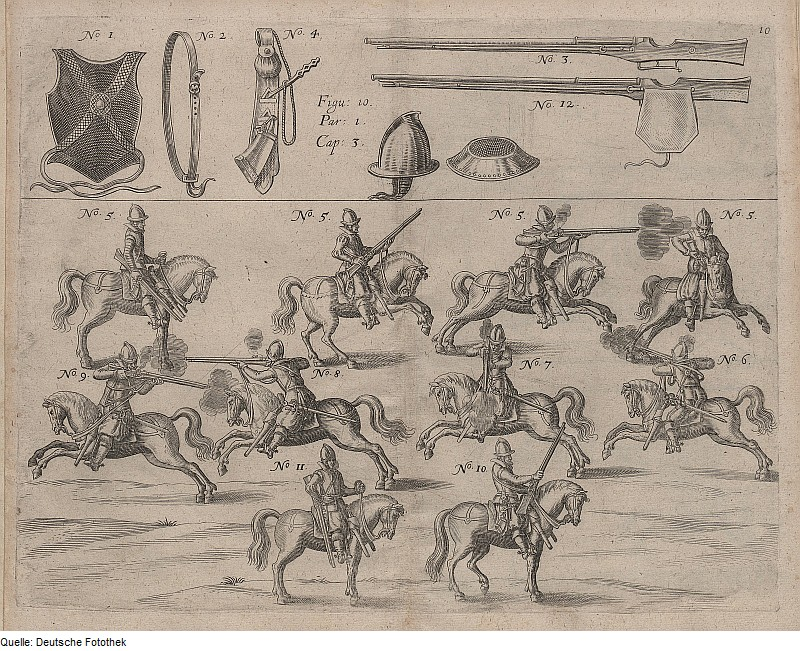
Wyposażenie i wyszkolenie bojowe konnych arkebuzerów (ryc. z dzieła J.J. von Wallhausena, 1616)

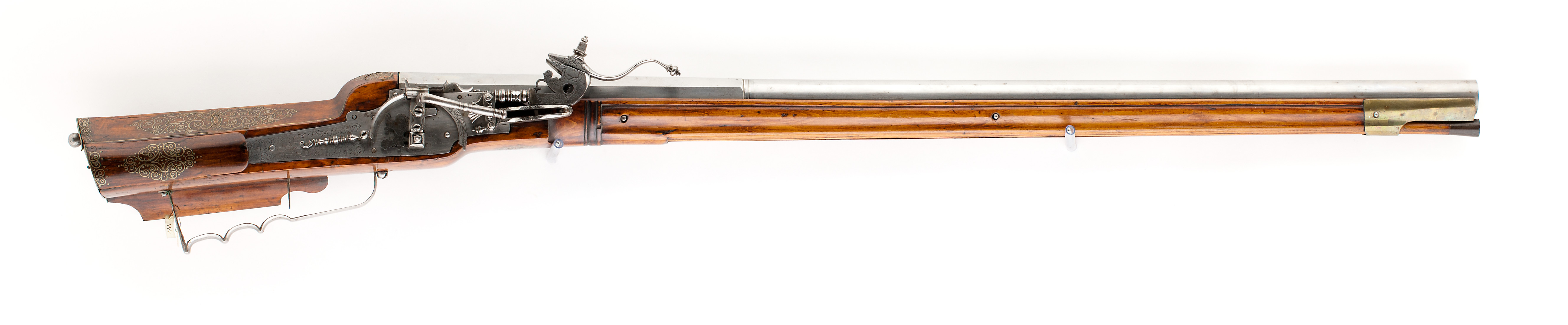
Arkebuz z pierwszej połowy XVII wieku

Ich główne uzbrojenie stanowiły arkebuzy, a później krótsze i poręczniejsze bandolety, poza tym dwa pistolety i rapier. Wyposażeniem ochronnym była początkowo zbroja arkebuzerska, składająca się z kirysu, obojczyków, naręczaków z rękawicami, nabiodrków z kutych płyt stalowych o grubości miejscami do 3,5 mm, uzupełniona otwartym hełmem w typie szturmaka. W późniejszych, zmodyfikowanych odmianach obejmowała również płytowe karwasze (lub rękawy kolcze), a w dolnej części – lżejsze i wygodniejsze taszki; hełmem najchętniej stosowanym była burgoneta albo pappenheimer). Piesi arkebuzerzy byli w ogóle pozbawieni wyposażenia ochronnego z wyjątkiem hełmu (najczęściej strzeleckiego gruszkowego lub morionu), ich bronią białą był rapier (albo kordelas) i sztylet. Szybciej ładowany i celniejszy arkebuz stanowił o ich ogniowej przewadze nad muszkieterami.

## Organizacja
Zorganizowani byli w regimenty z podziałem na kompanie (frejkompanie), których kadra oficerska składała się z kapitana, porucznika, chorążego, podchorążego, kwatermistrza, pisarza i na ogół sześciu wachmistrzów. Ponadto zatrudniano chirurgów, kapelanów, trębaczy, kowali, rusznikarzy i innych.
W trakcie działań wojennych jednostki pułkowe powstawały z samodzielnych kompanii, które ostatecznie łączono w regiment. Podczas wojny trzydziestoletniej składał się on z 5-10 kompanii po 100 ludzi, co organizacyjnie wzorowano na oddziałach kirasjerów. Zaletą tej kawalerii był fakt, iż pod względem wyposażenia w ekwipunek i konie była nieco tańsza od elitarnych jednostek kirasjerskich i choć zaliczana ówcześnie do lekkiej jazdy, w istocie stanowiła część głównej kawalerii bitewnej. Nierzadko jednostki należące do bogatych właścicieli były wyposażone lepiej od kirasjerskich, a niektóre regimenty arkebuzerskie tytułem awansu często przemianowywano później na kirasjerskie.